# 강남전문학교
강남전문학교는 직업전문학교이다.

## 연혁
- 2005년 (주)한국IT캠퍼스 설립